# コタキナバル日本人学校
コタキナバル日本人学校（コタキナバルにほんじんがっこう、英語: Kinabalu Japanese School）はマレーシア共和国のサバ州コタキナバルにある、在マレーシア日本人のための初等、中等（中学校）教育を行う日本人学校。

## 沿革
- 1978年（昭和53年） - 寺子屋式補習校開設
- 1983年（昭和58年） - 開校

## 教育

### 教育目標
〝自ら学び心豊かな子どもの育成〟
- A.豊かな人間性と国際感覚を身につけた心身ともに健全な児童・生徒の育成に努める。
- B.社会の変化に主体的に対応していく能力と自立していく態度の育成に努める。

### 教育目標を達成するための基本方針
- A.教職員相互の理解と信頼を確立し、相互に啓発しあい、すべての教育活動を通して教育目標の達成を目指す。
- B.日本人学校としての特性を生かし、広い視野と国際感覚を身につけた日本人を育成するために、指導方法の工夫・改善を図り、児童生徒の個性の伸長と学力の向上に努める。
- C.PTA・日本人会・その他地域の教育力を活用し、児童生徒の自ら学ぶ意欲と態度を育成するための教育に努める。

### 教育目標達成のための指導の重点
- A.コタキナバル日本人学校の伝統を大切にし、よりよい文化の創造に努める。
  - イ.少人数のよさを生かし、一人一人に合わせた教育活動を推進する。
  - ロ.小中一貫校として教育活動の諸場面で両学部の連携した教育を進める。
  - ハ.コタキナバル（マレーシア）の自然や文化に学ぶ教育活動の実践を図る。

- B. 計画、実践、評価、改善（PDCA）のサイクルを生かし学校評価をもとに教育活動の改善充実に努め、特色ある教育課程を創る。
  - イ.教職員の創意を生かし、生徒が主体的に学ぶ教育活動の推進する。
  - ロ.活力ある学級経営を推進し、学校行事や特別活動等における児童生徒の活躍する場を設定する
  - ハ.学校行事や体験活動を工夫し、集団の一員としての自覚を高め児童生徒の自主性を育む。

- C. わかる授業の実践に努めるとともに、全校体制で取り組む学力向上策を明確にし、児童生徒一人一人の学力の着実な向上を図る。
  - イ.基礎基本の定着のための施策（漢字・計算力テスト等）を実施する。
  - ロ.教育活動全体を通じて国語力（読む、聞く、話す、書く）の向上をめざす
  - ハ.指導方法や指導体制を工夫による個に応じた指導を充実させる。

- D.小規模校のよさを生かした人間関係づくり（全校、学級）に努め、一人一人が自己効力感をもてる生徒指導の一層の充実を図る
  - イ. 一人一人のよさや違いを認め合う温かい人間関係づくりを行い、特別活動等で児童生徒が主体的に活動できる場を設定する。
  - ロ.情報交換を密にし、全校職員の共通認識、共通実践によるいじめ等の問題の早期発見に対応に努める。　
  - ハ.児童生徒と教師および生徒相互の信頼関係を築き、望ましい人間関係を育てる。

- E.道徳教育や環境教育を充実させ、心の教育を推進する
  - イ.思いやりのある豊かな心を育て、温かみのある人間関係を深める道徳教育を実践する。
  - ロ.家庭、地域社会と連携し、礼儀正しい児童生徒を育成する。
  - ハ.コタキナバル（マレーシア）の環境保全活動に学び、自然を守る意識の高揚を図る。

- F.生涯にわたる健康的な心身の発達を助成するための活動を推進するとともに、安全教育の充実を図る。
  - イ.全校水泳など学校全体で継続した体力づくりを行う。
  - ロ.クラブ活動やプレイタイムを通じて、進んで運動に参加し健康心身を培う態度を養う。
  - ハ.自らの健康な体を保つように保健や安全面の教育を充実する。

- G.互いに学び、協働(ｺﾗﾎﾞﾚｰｼｮﾝ)する指導（研修）体制を確立し、厳正な服務・勤務を行う。

- - イ.研修は、教師の生命線であることの自覚と主体的な教育研究を推進する。
  - ロ.少人数の職員集団を生かし、少数精鋭の組織となるよう連携に努める。
  - ハ.日本人学校に勤務する教育公務員の使命と責任の重さを自覚した行動に努める。

- H.国際理解教育の推進と外国語能力の向上を図る。

- - イ.体験学習を積極的に取り入れ、社会、自然、文化等について理解を深めるマレーシアを理解する教育を推進する。日本の伝統文化、歴史等を学び、日本についての理解を深める。
  - ロ.小中一貫英語会話のカリキュラム（小学部総合でマレー語）に沿って、習熟度に応じた指導を行う。

- I. 学校を開き、保護者や地域、関係機関と連携し、信頼感に支えられた教育活動を展開する。
  - イ.保護者、地域への説明責任を果たす学校だよりやインターネット等を活用する。
  - ロ.地域の専門家等やボランティアを活用し、地域と連携した教育活動を展開する。
  - ハ.日本人会や関係機関と連携した教育活動を一層推進する。

### 児童生徒像
- Ⅰ.自ら考え、進んで学習する子ども
- Ⅱ.思いやりのある子ども
- Ⅲ.からだを鍛え、がんばりぬく子ども
- Ⅳ.広く世界に目を向ける子ども